# Rena boettgeri
Rena boettgeri là một loài rắn trong họ Leptotyphlopidae. Loài này được Werner mô tả khoa học đầu tiên năm 1899.